# North East Delhi (distrikt)
North East Delhi er et distrikt i det indiske nationale hovedstadsterritorium Delhi.

## Demografi
Ved folketællingen i 2011 var der 2,240,749 indbyggere i distriktet, mod 1,768,061 i 2001. Den urbane befolkningen udgør 99,04 % af befolkningen.
Børn i alderen 0 til 6 år udgjorde 13,22 % ved folketællingen i 2011 mod 16,76 % i 2001. Antallet af piger i den alder per tusinde drenge er 875 i 2011, uændret fra 2001. 